# فورالوماب
فورالوماب هو جسم مضاد وحيد النسيلة محفز للمناعة.